# Alice Helps the Romance
Série Alice Comedies
Alice Cuts the Ice
(1926) Alice's Spanish Guitar
(1926)
Pour plus de détails, voir Fiche technique et Distribution.
Alice Helps the Romance est un court métrage d'animation américain muet de la série Alice Comedies sorti en 1926.

## Synopsis
Lorsqu'un rival parvient à conquérir la bien-aimée de Julius, Alice organise un piège pour discréditer le rival afin de réconcilier Julius avec sa belle.

## Fiche technique
- Titre original : Alice Helps the Romance
- Série : Alice Comedies
- Réalisation : Walt Disney
- Animation : Ub Iwerks, Rollin Hamilton, Hugh Harman, Rudolf Ising
- Encrage et peinture : Irene Hamilton, Walker Harman
- Photographie : Rudolf Ising
- Production : Margaret J. Winkler
- Société de production : Disney Brothers Studios
- Société de distribution : FBO pour Margaret J. Winkler (1926)
- Budget : 1 156,74 $
- Pays :  États-Unis
- Format d'image : noir et blanc - 35 mm - 1,37:1 - muet
- Genre : animation et prises de vues réelles
- Durée : 9 min 12
- Dates de sortie : 
  - Version muette : 15 novembre 1926[1]
  - Version sonorisée : ?

Source : Walt in Wonderland

## Distribution
- Margie Gay : Alice

## Commentaires
Produit en mai 1926, le film a été livré le 21 juin 1926. Le copyright a été déposé le 15 novembre 1926 par R-C Pictures Corp.
L'histoire pourrait être une suite possible de Alice Cuts the Ice[réf. nécessaire].